# Angelo Crotti di Costigliole
Giuseppe Angelo Michele Crotti conte di Costigliole (Saluzzo, 8 maggio 1774 – Torino, 4 novembre 1861) è stato un generale italiano, che fu insignito da re Vittorio Emanuele II del Collare dell'Ordine supremo della Santissima Annunziata.

## Biografia
Nacque a Saluzzo l'8 maggio 1774, figlio del conte Giovanni Michele. Allievo presso il Collegio dei Nobili nel 1789, dottore in legge, il 2 maggio 1792 fu nominato sottotenente di cavalleria della Regia Armata Sarda, in servizio presso il Reggimento "Piemonte Reale Cavalleria". Prese parte alle campagne militari del 1792-1796.
A seguito della pace fra il Regno di Sardegna e la Francia, lasciò il servizio attivo nell'Armata Sarda entrando in quello austriaco, dapprima in forza nel Reggimento "Dragoni del Württemberg" e poi in quelli di Hohenlohe con i quali prese parte alla campagna del 1799-1800.
Si dimise nel 1804 dal servizio presso l'Impero austriaco a causa di un decreto di Napoleone Bonaparte, ma due anni dopo fu ammesso a prestare servizio nell'Armée de terre francese. Combatté durante la battaglia di Wagram (5-6 luglio 1809) e partecipò poi alla campagna di Spagna, distinguendosi nell'assedio di Astorga e di Ciudad Rodrigo. Rimase ferito nel combattimento di Coimbra, sotto gli ordini del Maresciallo di Francia Andrea Massena partecipò all'invasione del Portogallo e alla successiva ritirata, distinguendosi a Campo Major dove venne decorato con la Croce di Cavaliere della Legion d'onore.
Assegnato alla Grande Armata per l'invasione della Russia, si trovò a combattere a Smolensk e poi nella battaglia di Borodino, e prese parte alla battaglia di Malojaroslavec che agevolò la ritirata dell'esercito alla Beresina. Prese poi parte alle battaglie di Lützen e Bautzen, e fu poi aiutante di campo del generale Maurizio Ignazio Fresia. Insignito della Croce di Cavaliere dell'Ordine della Corona ferrea (3 dicembre 1813), divenne ufficiale d'ordinanza del viceré Eugenio di Beauharnais e combatté nella battaglia del Mincio (8 febbraio 1814).
Dopo la restaurazione divenne capitano del Reggimento dei "Dragoni del Re" il 9 settembre 1814, e fu promosso maggiore il 26 dicembre 1815. Il 30 gennaio 1816 fu insignito dell'onorificenza di Milite dell'Ordine militare di Savoia, e in ricompensa di vari servizi resi nel corso di alcune missioni straordinarie in Piemonte, in Francia e presso gli austriaci il 6 giugno 1819 ricevette la Croce di Cavaliere dell'Ordine dei Santi Maurizio e Lazzaro. Tenente colonnello di cavalleria il 21 novembre 1819, tenente colonnello effettivo del Reggimento Dragoni del Re il 17 gennaio 1821, fu ufficiale di collegamento con il generale Ferdinando Bubna. L'8 aprile 1821 caricò i costituzionali a Novara, ricevendo per questo l'onorificenza di Cavaliere dell'Ordine militare di Savoia il 26 giugno dello stesso anno. Tenente colonnello nel Reggimento "Dragoni del Genevese" (14 agosto 1821), fu promosso al grado di colonnello il 12 ottobre 1821 e insignito dall'Impero austriaco del titolo di Commendatore dell'Ordine della Corona Ferrea per la lodevole condotta nel corso del combattimento di Novara il 12 dicembre 1821. Nominato colonnello in seconda del Reggimento "Dragoni del Genevese" il 22 gennaio 1823, passò al Reggimento "Cavalleggeri di Savoia" il 15 ottobre 1826. Promosso maggior generale e aiutante di campo del re il 6 luglio 1831, divenne Commendatore dell'Ordine dei Santi Maurizio e Lazzaro per aver svolto varie missioni per l'ispezione della cavalleria, per la presidenza della commissione per la carica di cavaliere, e altre incombenze straordinarie concernenti l'Armata, il 10 maggio 1836.
Elevato al rango di tenente generale e comandante la Divisione di Genova il 6 dicembre 1837, capitano delle Guardie del Corpo del Re il 2 gennaio 1841. Nominato Cavaliere di gran croce dell'Ordine dei Santi Maurizio e Lazzaro il 1º aprile 1842, ricevette la Medaglia mauriziana per 10 lustri di servizio militare il 15 giugno dello stesso anno. Posto in pensione nel 1848, fu insignito del Collare dell'Ordine della Santissima Annunziata il 31 dicembre 1854. Benché in età avanzata effettuò viaggi a Parigi e Londra.
Si spense a Torino il 4 novembre 1861, e fu tumulato nella Chiesa di San Filippo.

### Fonti
1. 1 2 3 4 5 6 7  Ilari, Shamà 2008, p. 169.
2. ↑  Di Pietrantonio 2020, p. 169.
3. 1 2  Baruffi 1861, p. 134.
4. 1 2 3 4  Baruffi 1861, p. 135.
5. ↑  Baruffi 1861, p. 1.
6. 1 2 3 4  Baruffi 1861, p. 2.
7. 1 2 3 4 5 6 7  Ilari, Shamà 2008, p. 170.
8. ↑  Baruffi 1861, p. 3.